# Parastrephia quadrangularis
Parastrephia quadrangularis (syn. Parastrephia lepidophylla) je vytrvalý, nevysoký, žluto-oranžově kvetoucí aromatický keř, jeden z několika mála druhů jihoamerického rodu Parastrephia. Tato houževnatá rostlina, patřící do čeledi hvězdnicovitých, je endemit jihoamerických And.

## Rozšíření
Roste v suchých horských oblastech puny na rozhraní čtyř andských států: na jihozápadě Bolívie, na severu Chile, jihu Peru a severozápadě Argentiny. Vyskytuje se nejčastěji v nadmořské výšce od 3000 do 4700 m.

## Ekologie
Tato pro tamní prostředí charakteristická a místy i dominantní rostlina je domácím druhem v suchých oblastech, kde za rok spadne jen okolo 100 mm vodních srážek (Praha kolem 550 mm). Navíc jsou srážky rozdělené nepravidelně, období sucha trvá obvykle osm měsíců a někdy nezaprší po celý rok. Rostliny rostou na plném slunci, obvykle na svazích směřujících na sever, na jižní polokouli jsou to nejosluněnější místa. Snášejí bez úhony i přerušované mrazivé teploty až -8 C, stejně jako občasnou sněhovou pokrývku trvající v součtu i několik týdnů ročně. Kamenitá půda s minimem organické hmoty bývá silně kyselá, mívá 4,0 až 5,5 pH.

## Popis
Vytrvalý, téměř plazivý, silně větvený keř vysoký do 50, ojediněle i 150 cm, ronící po poranění pryskyřici. Větvičky má porostlé masitými, čárkovitými, celokrajnými, šupinatými, přisedlými, ve spirále seřazenými listy 2 až 5 mm dlouhými. Na konci vlnatě chlupatých větviček o průměru 2 mm vyrůstají jednotlivé květní úbory s oboupohlavnými, trubkovitými, žlutými květy asi 5 mm dlouhými; jazykovité květy nejsou vyvinuté. Zvonkovitý zákrov je víceřadý a má řídce chlupaté zelené listeny.
Plody jsou chlupaté nažky se světlým chmýrem, které slouží k rozmnožování těchto keřů. V suchém, kamenitém a silně větrném prostředí je ale pro nažky problém vůbec vyklíčit. Proto některé vesnické komunity zakládají svépomocné "školky" pro vypěstování nových rostlin a velmi pomalu rostoucí semenáče rozsazují v okolí vesnic.

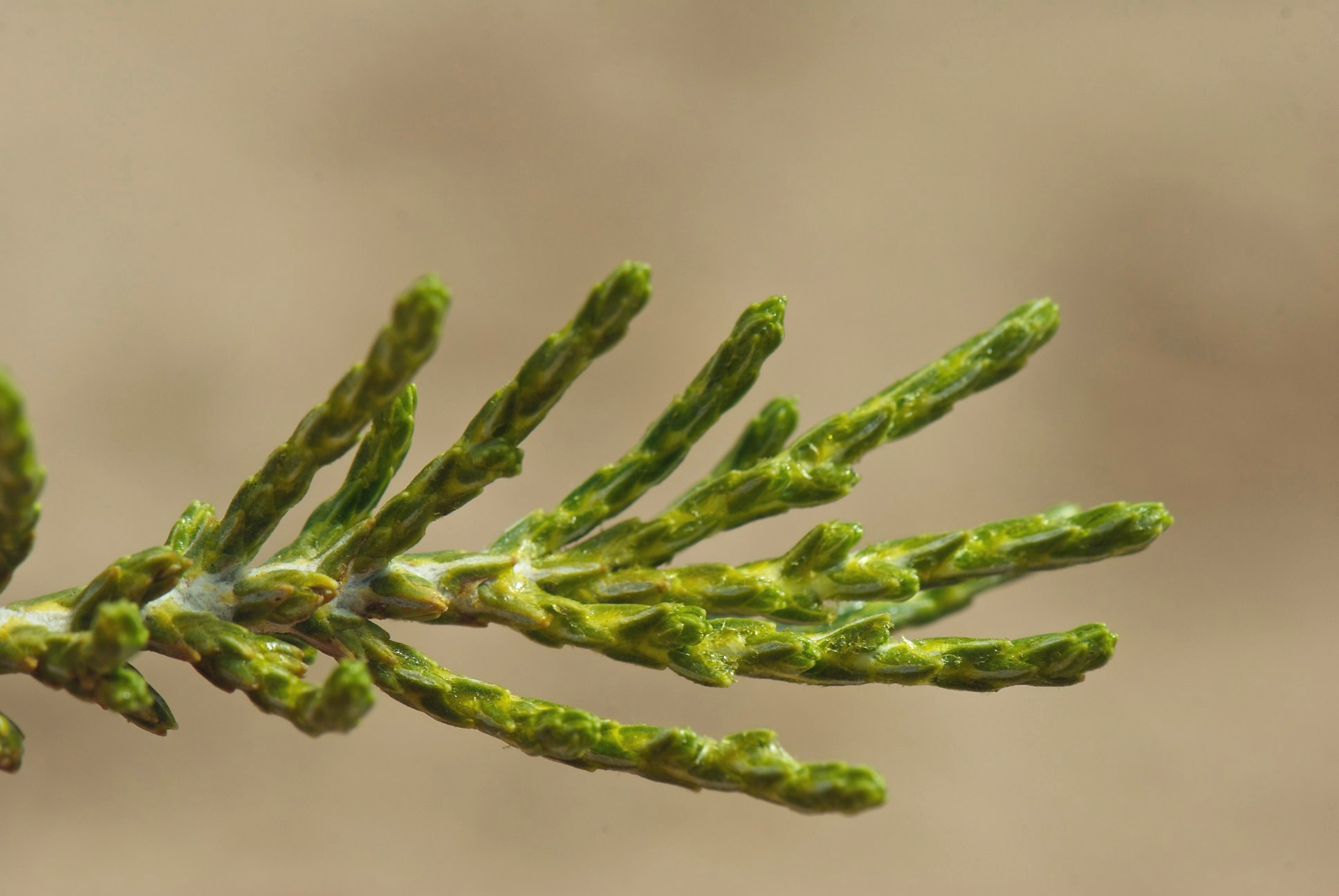
Větévka P. quadrangularis
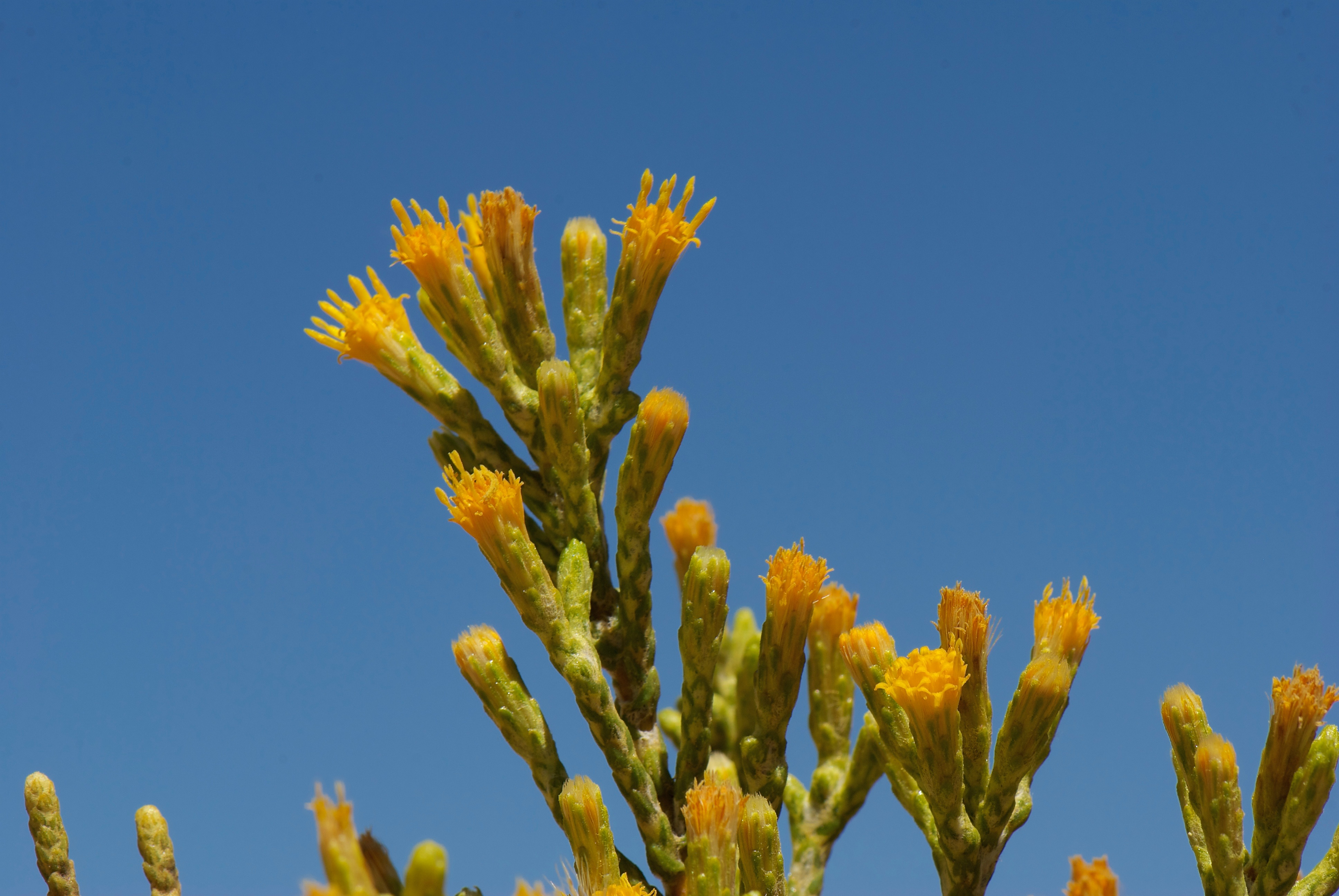
Květenství P. quadrangularis

## Význam
Ve vysokohorských Andách jsou jen ostrůvky lesů a jiné vegetace s vhodným dřevem k vytápění, proto tamní vesnické obyvatelstvo používá k vaření i topení usušený zvířecí trus nebo větve dřevin. Ve vlhkém období nelze mokrým trusem topit a domorodci si donášejí až z velkých vzdáleností potřebné větve, mj. keřů Parastrephia quadrangularis, ty obsahují pryskyřici a hoří i mokré. Kromě topení slouží rostliny v době sucha i jako nouzová potrava pro domácí zvířata a jsou důležitým faktorem bránícím na strmých svazích erozi půdy. Pro svou silnou vůni a kouř je spalované dřevo při některých náboženských obřadech používáno jako vykuřovadlo zlých duchů.

## Taxonomie
V minulosti byl ještě rozeznáván, současně i vzájemně zaměňován, velmi podobný druh Parastrephia lepidophylla, který se od Parastrephia quadrangularis lišil hrubšími větvičkami a vzpřímenějším růstem, obvykle oba rostly na blízkých územích. Dnes jsou tyto rozdíly považované za nepodstatné a Parastrephia lepidophylla je považována za synonymum Parastrephia quadrangularis.